# Karnut
Karnut là một đô thị thuộc tỉnh Shirak, Armenia. Dân số ước tính năm 2011 là 1111 người.